# Malechów (rejon mikołajowski)
Malechów – dawna wieś na Ukrainie, w rejonie mikołajowskim obwodu lwowskiego. Obecnie na jej gruntach leży miasto Nowy Rozdół.
Za II Rzeczypospolitej do 1934 roku samodzielna gmina jednostkowa, następnie należała do zbiorowej wiejskiej gminy Rozdół w powiecie żydaczowskim w woj. stanisławowskim. Po wojnie wieś weszła w struktury administracyjne Związku Radzieckiego. W 1952 roku w okolicach wsi rozpoczęto eksploatację złóż siarki. W 1953 roku na gruntach Malechowa powstało osiedle robotnicze Nowy Rozdół, które w 1965 roku otrzymało prawa miejskie.